# Jackie Mudie
John Knight „Jackie“ Mudie (* 10. April 1930 in Dundee; † 2. März 1992 in Stoke-on-Trent) war ein schottischer Fußballspieler und -trainer.

## Laufbahn
Der in Dundee geborene Mudie spielte zunächst in kleineren schottischen Vereinen. Im Anschluss an den Zweiten Weltkrieg schloss er sich dem FC Blackpool an, bei dem er später Profispieler wurde. 1950 debütierte er für den Verein in der First Division und wurde zum Stammspieler. 1953 gewann er mit der Mannschaft den FA Cup. 1956 wurde er erstmals in die schottische Nationalmannschaft berufen, für die er an der Weltmeisterschaft 1958 teilnahm. 1961 wechselte er zu Stoke City und ging zwei Jahre später zu Port Vale.
Nach seinem Karriereende betreute er mehrere unterklassige Vereine in England. 1978 verpflichteten die Cleveland Cobras ihn als Trainer für die in der American Soccer League spielende Mannschaft. Zudem war er in Südafrika tätig.
| Personendaten    | Personendaten                            |
| ---------------- | ---------------------------------------- |
| NAME             | Mudie, Jackie                            |
| ALTERNATIVNAMEN  | Mudie, John Knight                       |
| KURZBESCHREIBUNG | schottischer Fußballspieler und -trainer |
| GEBURTSDATUM     | 10. April 1930                           |
| GEBURTSORT       | Dundee                                   |
| STERBEDATUM      | 2. März 1992                             |
| STERBEORT        | Stoke-on-Trent                           |